# Marchington
Marchington – wieś w Anglii, w hrabstwie Staffordshire, w dystrykcie East Staffordshire. Leży 23 km na wschód od miasta Stafford i 191 km na północny zachód od Londynu.